# Caspar Sichelbein der Ältere

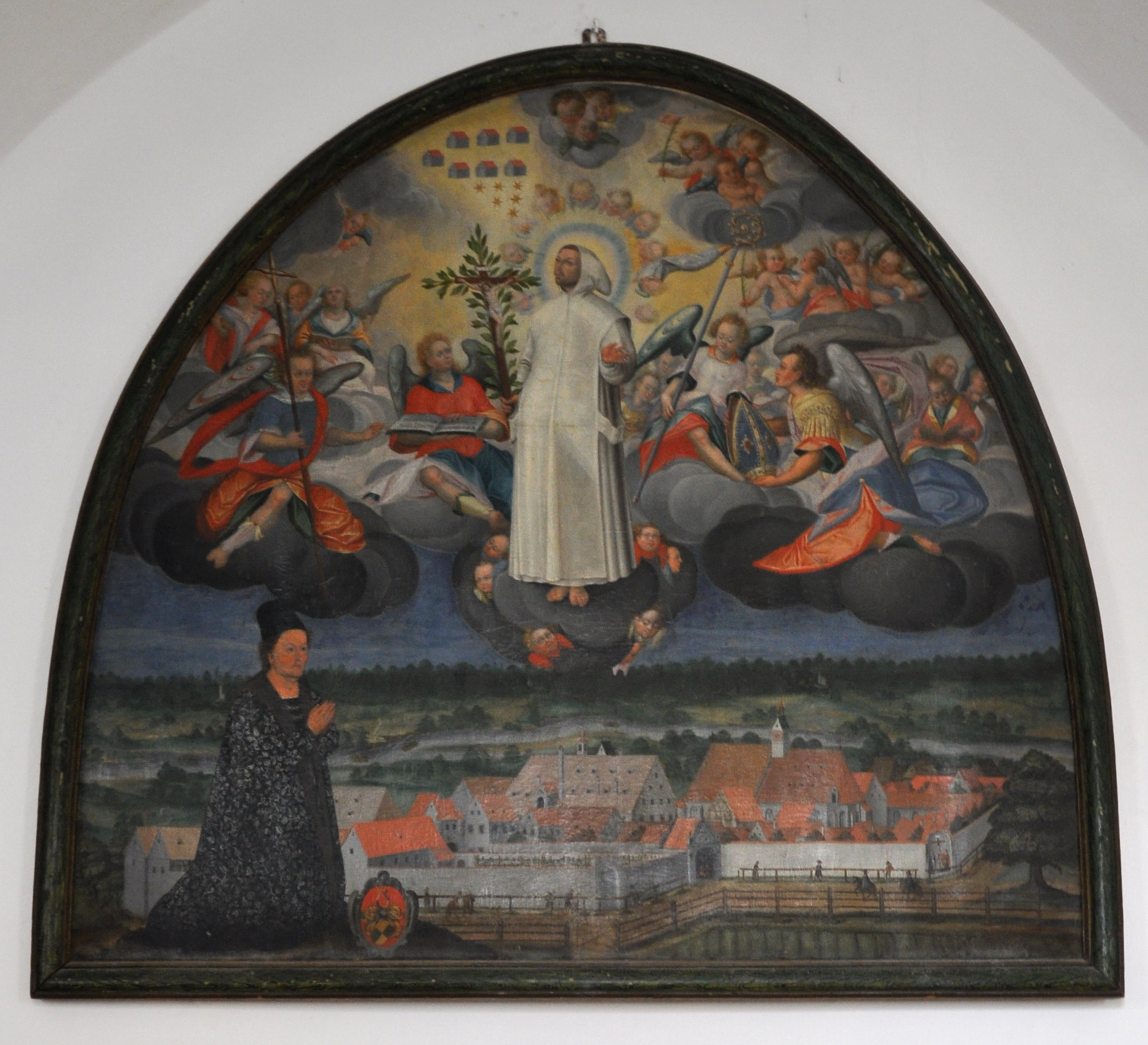
Verklärung des heiligen Bruno über der Kartause Buxheim mit deren Stifter Heinrich von Ellerbach, wohl 1603, Caspar Sichelbein dem Älteren zugeschrieben

Johann Caspar Sichelbein (* um 1555 in Augsburg; † 14. Februar 1605 in Memmingen) war ein deutscher Maler und Begründer der Malerfamilie Sichelbein.
Nach einem Aufenthalt in Kaufbeuren wurde Sichelbein in Memmingen sesshaft. Dort begründete er eine in fünf Generationen tätige Malerdynastie, die besonders in Kirchen und Klöstern Schwabens und der Schweiz tätig war.
Sein Sohn Caspar Sichelbein der Jüngere (1591–1627) war der Lehrer des Barockmalers Johann Heinrich Schönfeld, der in Memmingen kurzzeitig ansässig war.